# Weidmoos (Naturschutzgebiet)
Das Weidmoos (auch in den Schreibungen Waidmoos und – vorwiegend historisch – Weitmoos) ist ein ehemaliges Hochmoorgebiet im äußersten Norden des österreichischen Bundeslandes Salzburg in den Gemeindegebieten von Sankt Georgen bei Salzburg und Lamprechtshausen. Das Gebiet wurde im Jahre 2001 zum EU-Vogelschutzgebiet erklärt und damit in das europaweite Natura 2000-Netzwerk aufgenommen. Das Naturschutzgebiet besteht aus einem ungefähr 135 ha großen aufgelassenen Torfabbaugebiet und einem ca. 35 ha großen Restmoorkomplex.

## Lage
Das Weidmoos liegt auf Salzburger Gebiet und nimmt Anteil an der Sankt Georgener Katastralgemeinde Holzhausen und an der Lamprechtshausener Katastralgemeinde Schwerting. Die gesamte auf Landkarten als Moor ausgewiesene Fläche liegt eingebettet zwischen dem angrenzenden oberösterreichischen Ibmer Moor im Norden und dem Bürmooser Moor im Gemeindegebiet der Salzburger Gemeinde Bürmoos im Süden. Das Schutzgebiet selbst nimmt jedoch nur den nördlichen Teil davon ein.

## Geschichte
Das Weidmoos entstand vor rund 10.000 Jahren am Ende der letzten Eiszeit, als die zurückweichenden Gletscherzungen eine Seenlandschaft hinterließen. Am Boden der Seen sammelten sich Seetonablagerungen, die noch heute verhindern, dass das Regenwasser versickern kann. Es siedelten sich Torfmoose an, die im Laufe der Zeit eine 6 m mächtige Torfschicht bildeten. Mit ca. 2000 Hektar bildete sich eines der größten zusammenhängenden Moorgebiete in Österreich.
Bis ins 18. Jahrhundert hinein blieben die Moorgebiete, und damit auch das Weidmoos, eine für den Menschen beinahe unzugängliche Landschaft. Auch wenn der Salzburger Erzbischof Johann Ernst Graf von Thun im Jahr 1700 verordnete, dass „… alle Möser in den Gerichtsbezirken vor dem Gebirge beschrieben und urbar zu machen seien …“, dauerte es noch rund 100 Jahre bis man das Weidmoos nutzte. Mit der beginnenden Industrialisierung und dem damit einhergehenden erhöhten Bedarf an Brennmaterial wurde das Weidmoos als Brennstofflieferant interessant. Besonders die Glasfabrik im benachbarten Bürmoos verwendete Torf zur Feuerung der Brennöfen. Nach deren Schließung endete auch 1930 die Ausbeutung des Weidmooses. Im Jahr 1947 begann die Österreichische Stickstoffwerke AG Linz erneut mit dem industriellen Abbau von Torf. Der hier gewonnene Torf wurde bis 1950 auch zu Heizzwecken verwendet, danach diente er nur noch der Herstellung von Blumenerde. Als 2000 die Vorräte zur Neige gingen, wurde der Abbau eingestellt. Heute ist nur noch ein kleiner Rest des Hochmoores übrig.

## Heutiger Zustand
Bereits kurz nach dem Ende des Torfabbaus kehrte die Natur in das industriell genützte Gebiet zurück, das zum Lebensraum für Vögel und andere Tierarten wurde. Den Vögeln dient das Moor als Brutgebiet (vor allem für an offene, weitläufige Feuchtgebiete gebundene Arten wie Blaukehlchen, Rohrweihe, Tüpfelsumpfhuhn, Rohrdommel und Zwergdommel) sowie als Nahrungsgebiet für Brutvogelarten der Umgebung.
Im Zuge der Renaturierung entstanden Wasserflächen, in denen sich verschiedene Amphibien ansiedelten, so etwa Gelbbauchunke, Laubfrosch, Teichmolch sowie Spring-, Gras- und Wasserfrösche. Auch Reptilien wie Blindschleiche, Zauneidechse, Ringelnatter und Schlingnatter wurden bereits nachgewiesen.
Zum Erhalt und zur Sicherung dieser offenen Feuchtlandschaft unterstützte die EU in den Jahren 2003–2007 ein LIFE-Projekt. Im Rahmen dessen wurde unter anderem ein 12 Meter hoher Aussichtsturm errichtet und eine ehemalige Hütte für Arbeiter als Informationsstelle adaptiert.
Auf dem Zugang zum Moor sind noch Schienenreste der früheren schmalspurigen Transporteisenbahn zu sehen.

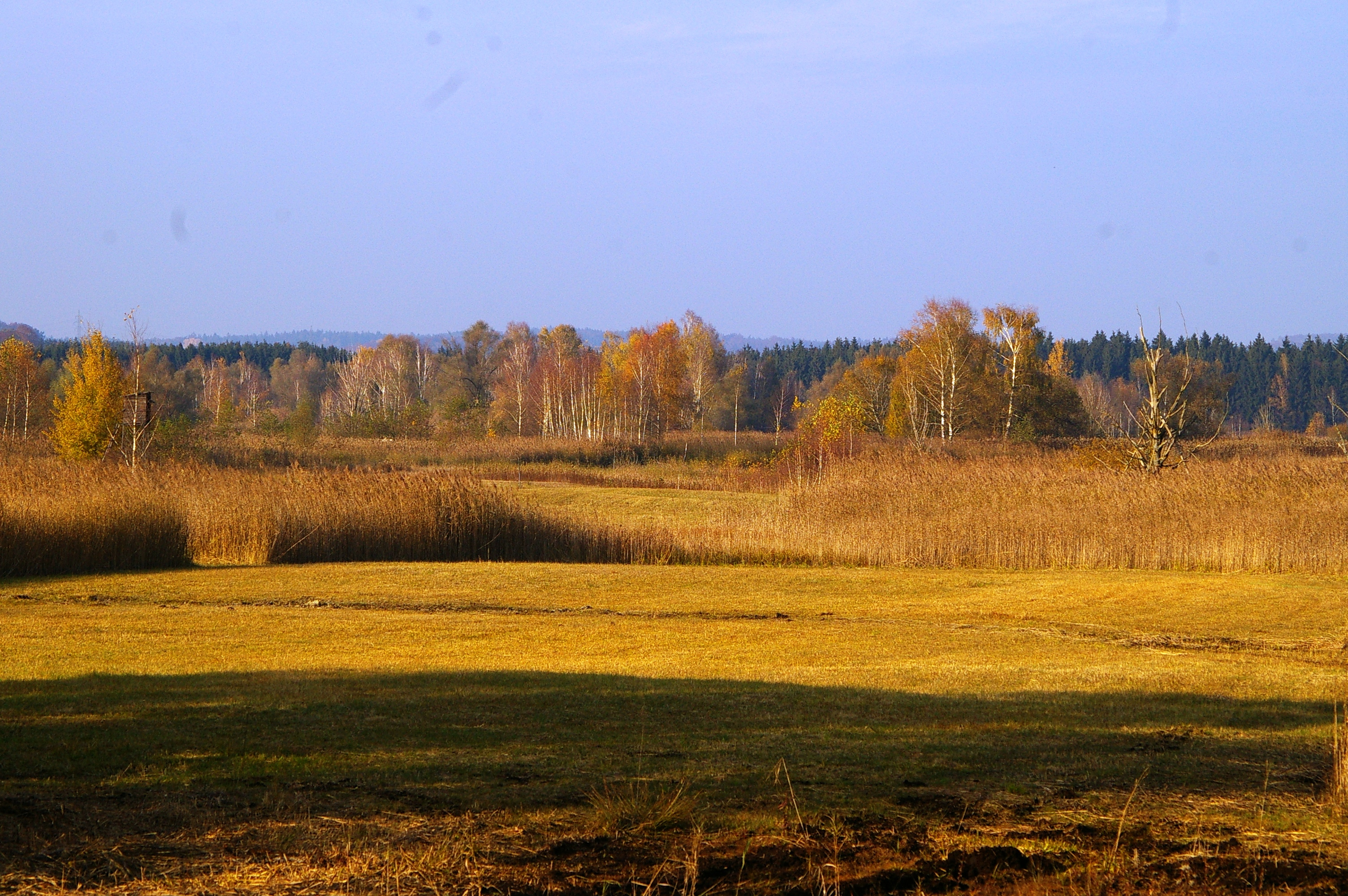
Impression
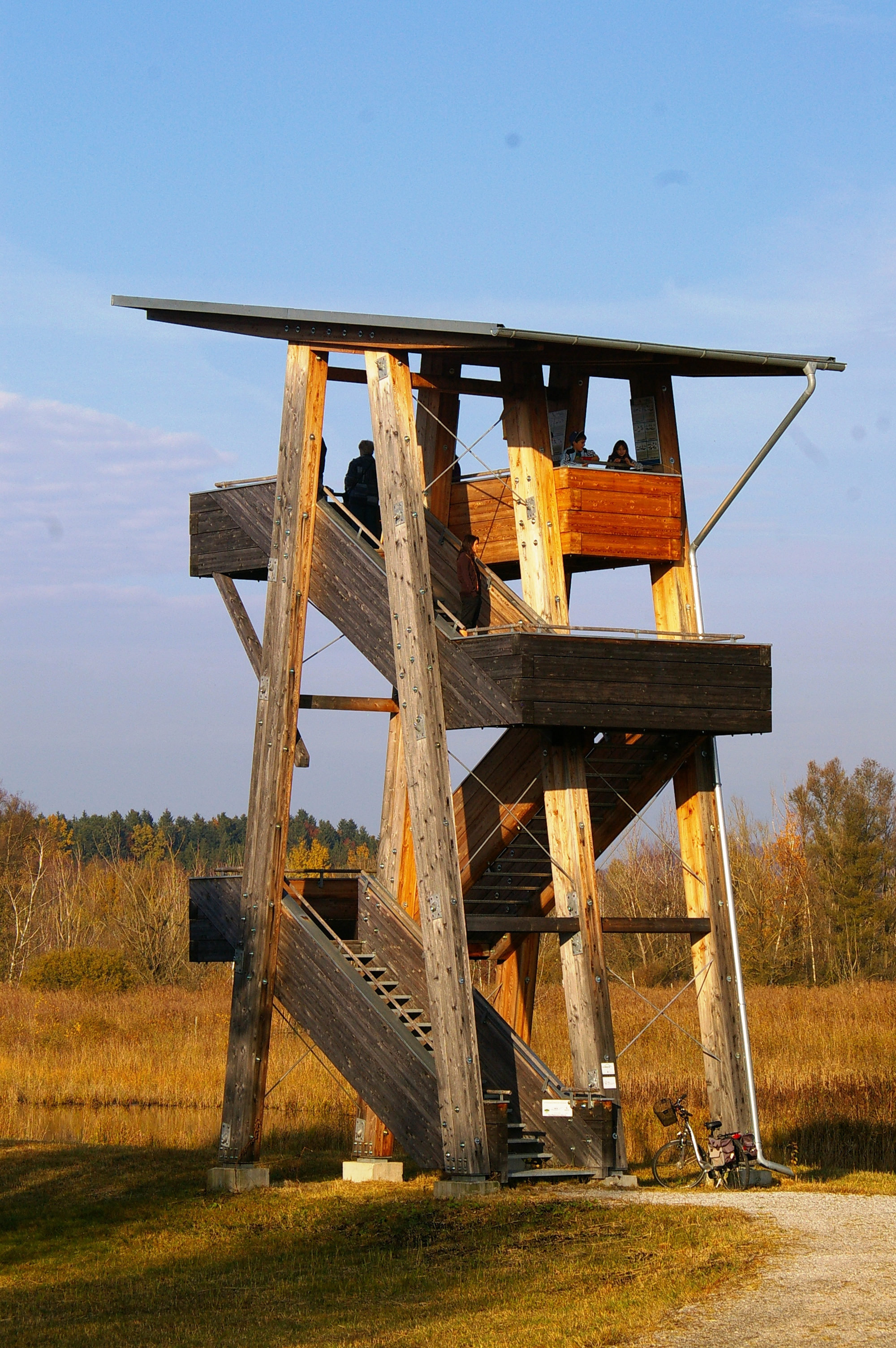
Aussichtsturm
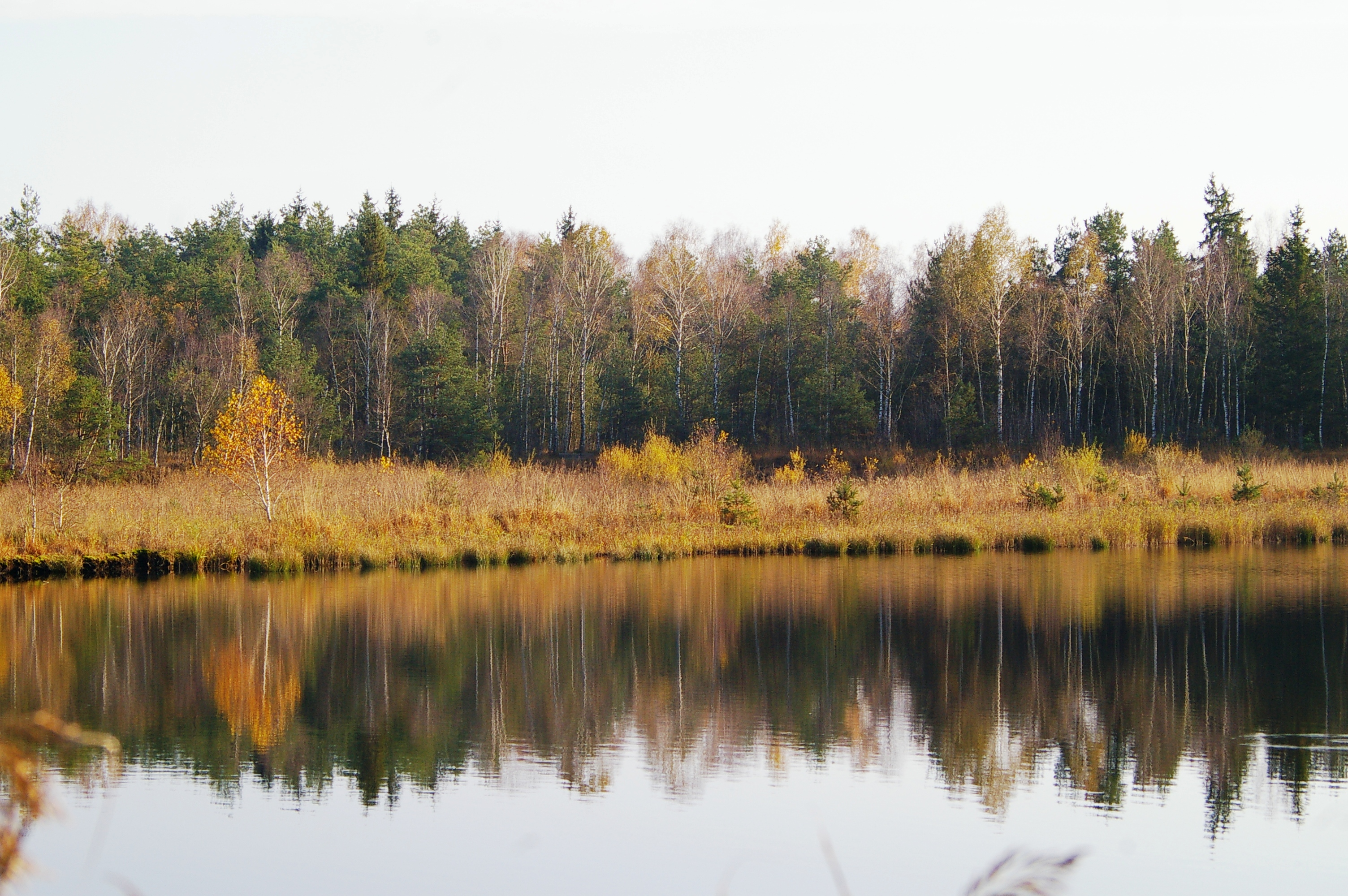
Impression